# 이마이즈미붉은등밭쥐
이마이즈미붉은등밭쥐(Myodes imaizumii)는 비단털쥐과에 속하는 설치류이다. 일본에서 발견되며, 원래는 두개골과 치열에 관한 연구를 기반으로 일본붉은등밭쥐의 아종으로 간주했다. 그러나 1990년말 유전학 연구를 통해 이마이즈미붉은등밭쥐가 별도의 종이라는 가설이 지지를 받고 있지만, 좀더 상세한 연구가 필요한 상태이다.